# Gymnastique rythmique aux Jeux mondiaux de 2017
Navigation
Cali 2013 Birmingham 2022
Les épreuves de gymnastique rythmique des Jeux mondiaux de 2017 ont lieu du 21 juillet au 22 juillet 2017 à Wrocław.

## Résultats détaillés

### Ballon (21 juillet 2017)
| Place | Pays           | Noms                  | Qualification (points) | Finale (points) |
| ----- | -------------- | --------------------- | ---------------------- | --------------- |
| 1     | Russie         | Arina Averina         | 18,500                 | 18,800          |
| 2     | Russie         | Dina Averina          | 17,200                 | 18,350          |
| 3     | Biélorussie    | Katsiaryna Halkina    | 16,850                 | 17,250          |
| 4     | Biélorussie    | Alina Harnasko        | 17,850                 | 17,150          |
| 5     | Bulgarie       | Neviana Vladinova     | 17,250                 | 16,800          |
| 6     | Ukraine        | Viktoriia Mazur       | 16,450                 | 15,550          |
| 7     | États-Unis     | Laura Zeng            | 16,200                 | 15,350          |
| 8     | Israël         | Linoy Ashram          | 16,700                 | 15,100          |
| 9     | Bulgarie       | Boryana Kaleyn        | 15,800                 | --              |
| 10    | Grèce          | Eleni Kelaiditi       | 15,350                 | --              |
| 11    | Autriche       | Nicol Ruprecht        | 15,250                 | --              |
| 12    | Azerbaïdjan    | Ayshan Bayramova      | 14,950                 | --              |
| 13    | Japon          | Kaho Minagawa         | 14,950                 | --              |
| 14    | Italie         | Veronica Bertolini    | 14,750                 | --              |
| 15    | Ukraine        | Olena Diachenko       | 14,400                 | --              |
| 16    | Kazakhstan     | Sabina Ashirbayeva    | 14,200                 | --              |
| 17    | Corée du Sud   | Chaewoon Kim          | 13,900                 | --              |
| 18    | Ouzbékistan    | Anastasiya Serdyukova | 13,900                 | --              |
| 19    | France         | Kseniya Moustafaeva   | 13,450                 | --              |
| 20    | Afrique du Sud | Grace Legote          | 11,800                 | --              |
| 21    | Espagne        | Sara Llana Garcia     | 11,200                 | --              |
| 22    | Australie      | Danielle Prince       | 10,900                 | --              |
| 23    | Pologne        | Angela Kosoulieva     | 9,100                  | --              |

### Cerceau (21 juillet 2017)
| Place | Pays           | Noms                  | Qualification (points) | Finale (points) |
| ----- | -------------- | --------------------- | ---------------------- | --------------- |
| 1     | Russie         | Arina Averina         | 17,250                 | 17,800          |
| 2     | Russie         | Dina Averina          | 17,550                 | 17,750          |
| 3     | Israël         | Linoy Ashram          | 17,050                 | 17,700          |
| 4     | Biélorussie    | Alina Harnasko        | 16,650                 | 16,650          |
| 5     | Biélorussie    | Katsiaryna Halkina    | 16,850                 | 16,100          |
| 6     | Japon          | Kaho Minagawa         | 16,500                 | 15,850          |
| 7     | Ukraine        | Viktoriia Mazur       | 16,600                 | 14,650          |
| 8     | Bulgarie       | Neviana Vladinova     | 16,800                 | 14,000          |
| 9     | Bulgarie       | Boryana Kaleyn        | 16,300                 | --              |
| 10    | France         | Kseniya Moustafaeva   | 15,800                 | --              |
| 11    | Kazakhstan     | Sabina Ashirbayeva    | 15,450                 | --              |
| 12    | Ouzbékistan    | Anastasiya Serdyukova | 15,250                 | --              |
| 13    | Autriche       | Nicol Ruprecht        | 15,150                 | --              |
| 14    | États-Unis     | Laura Zeng            | 14,900                 | --              |
| 15    | Azerbaïdjan    | Ayshan Bayramova      | 14,650                 | --              |
| 16    | Grèce          | Eleni Kelaiditi       | 14,450                 | --              |
| 17    | Italie         | Veronica Bertolini    | 14,400                 | --              |
| 18    | Corée du Sud   | Chaewoon Kim          | 14,150                 | --              |
| 19    | Ukraine        | Olena Diachenko       | 14,050                 | --              |
| 20    | Espagne        | Sara Llana Garcia     | 13,600                 | --              |
| 21    | Pologne        | Angela Kosoulieva     | 12,500                 | --              |
| 22    | Australie      | Danielle Prince       | 12,400                 | --              |
| 23    | Afrique du Sud | Grace Legote          | 11,500                 | --              |

### Massues (22 juillet 2017)
| Place | Pays           | Noms                  | Qualification (points) | Finale (points) |
| ----- | -------------- | --------------------- | ---------------------- | --------------- |
| 1     | Russie         | Dina Averina          | 18,900                 | 19,100          |
| 2     | Israël         | Linoy Ashram          | 16,750                 | 16,300          |
| 3     | Russie         | Arina Averina         | 17,500                 | 16,300          |
| 4     | Biélorussie    | Katsiaryna Halkina    | 15,350                 | 16,250          |
| 5     | États-Unis     | Laura Zeng            | 16,500                 | 16,000          |
| 6     | France         | Kseniya Moustafaeva   | 15,500                 | 15,500          |
| 7     | Bulgarie       | Neviana Vladinova     | 15,700                 | 15,450          |
| 8     | Ukraine        | Viktoriia Mazur       | 15,900                 | 12,950          |
| 9     | Japon          | Kaho Minagawa         | 15,300                 | --              |
| 10    | Bulgarie       | Boryana Kaleyn        | 15,100                 | --              |
| 11    | Biélorussie    | Alina Harnasko        | 15,050                 | --              |
| 12    | Ouzbékistan    | Anastasiya Serdyukova | 14,950                 | --              |
| 13    | Kazakhstan     | Sabina Ashirbayeva    | 14,900                 | --              |
| 14    | Grèce          | Eleni Kelaiditi       | 14,800                 | --              |
| 15    | Italie         | Veronica Bertolini    | 13,925                 | --              |
| 16    | Autriche       | Nicol Ruprecht        | 13,400                 | --              |
| 17    | Azerbaïdjan    | Ayshan Bayramova      | 13,050                 | --              |
| 18    | Ukraine        | Olena Diachenko       | 12,950                 | --              |
| 19    | Corée du Sud   | Chaewoon Kim          | 12,700                 | --              |
| 20    | Espagne        | Sara Llana Garcia     | 11,950                 | --              |
| 21    | Australie      | Danielle Prince       | 11,150                 | --              |
| 22    | Afrique du Sud | Grace Legote          | 10,800                 | --              |
| 23    | Pologne        | Angela Kosoulieva     | 10,200                 | --              |

### Ruban (22 juillet 2017)
| Place | Pays           | Noms                  | Qualification (points) | Finale (points) |
| ----- | -------------- | --------------------- | ---------------------- | --------------- |
| 1     | Russie         | Arina Averina         | 17,000                 | 16,850          |
| 2     | Russie         | Dina Averina          | 15,900                 | 16,800          |
| 3     | Biélorussie    | Katsiaryna Halkina    | 15,500                 | 16,475          |
| 4     | Bulgarie       | Neviana Vladinova     | 15,000                 | 15,900          |
| 5     | Japon          | Kaho Minagawa         | 14,600                 | 15,750          |
| 6     | Israël         | Linoy Ashram          | 16,450                 | 15,400          |
| 7     | États-Unis     | Laura Zeng            | 15,025                 | 15,200          |
| 8     | France         | Kseniya Moustafaeva   | 14,850                 | 13,950          |
| 9     | Bulgarie       | Boryana Kaleyn        | 14,600                 | --              |
| 10    | Biélorussie    | Alina Harnasko        | 14,300                 | --              |
| 11    | Kazakhstan     | Sabina Ashirbayeva    | 14,150                 | --              |
| 12    | Ouzbékistan    | Anastasiya Serdyukova | 13,900                 | --              |
| 13    | Ukraine        | Viktoriia Mazur       | 13,700                 | --              |
| 14    | Ukraine        | Olena Diachenko       | 13,200                 | --              |
| 15    | Grèce          | Eleni Kelaiditi       | 13,025                 | --              |
| 16    | Corée du Sud   | Chaewoon Kim          | 12,700                 | --              |
| 17    | Autriche       | Nicol Ruprecht        | 12,450                 | --              |
| 18    | Azerbaïdjan    | Ayshan Bayramova      | 12,400                 | --              |
| 19    | Italie         | Veronica Bertolini    | 12,150                 | --              |
| 20    | Australie      | Danielle Prince       | 10,950                 | --              |
| 21    | Espagne        | Sara Llana Garcia     | 10,200                 | --              |
| 22    | Afrique du Sud | Grace Legote          | 10,100                 | --              |
| 23    | Pologne        | Angela Kosoulieva     | 8,450                  | --              |

## Podiums
| Épreuves | Or                   | Argent              | Bronze                         |
| -------- | -------------------- | ------------------- | ------------------------------ |
| Ballon   | Russie Arina Averina | Russie Dina Averina | Biélorussie Katsiaryna Halkina |
| Cerceau  | Russie Arina Averina | Russie Dina Averina | Israël Linoy Ashram            |
| Massues  | Russie Dina Averina  | Israël Linoy Ashram | Russie Arina Averina           |
| Ruban    | Russie Arina Averina | Russie Dina Averina | Biélorussie Katsiaryna Halkina |

## Tableau des médailles
- Pays organisateur

| Rang  | Nation      | Or | Argent | Bronze | Total |
| ----- | ----------- | -- | ------ | ------ | ----- |
| 1     | Russie      | 4  | 3      | 1      | 8     |
| 2     | Israël      | 0  | 1      | 1      | 2     |
| 3     | Biélorussie | 0  | 0      | 2      | 2     |
| Total | Total       | 4  | 4      | 4      | 12    |